# 6174 Polybius
6174 Polybius è un asteroide della fascia principale del diametro medio di circa 20,61 km. Scoperto nel 1983, presenta un'orbita caratterizzata da un semiasse maggiore pari a 3,0523646 UA e da un'eccentricità di 0,2209948, inclinata di 14,68561° rispetto all'eclittica.